# Web Mining
Unter Web Mining (web mining) auch Webmining versteht man die Übertragung von Techniken des Data-Mining zur (teil)automatischen Extraktion von Informationen aus dem Internet, speziell dem World Wide Web. Web Mining übernimmt Verfahren und Methoden aus den Bereichen Information Retrieval, maschinelles Lernen, Statistik, Mustererkennung und Data-Mining.
Dabei können drei Untersuchungsgegenstände unterschieden werden:
- Die Inhalte (Web-Content-Mining) – beispielsweise mit Verfahren des Information Retrieval.
- Die Struktur der Verlinkung (Web-Structure-Mining) – beispielsweise mit Verfahren der Webometrie. Beim Web-Structure-Mining kommen so genannte Hubs zum Einsatz. Es gibt gute Hubs, die auf viele wertvolle Seiten verweisen, und wertvolle Seiten, auf die viele Hubs verweisen.
- Das Benutzerverhalten (Web-Usage-Mining) – beispielsweise durch die Analyse von Logdateien.

## Arten des Web Minings
Web-Usage-Mining versucht Regularitäten in der Benutzung von Webseiten beziehungsweise Webressourcen zu erkennen. Dabei werden alle sekundären Daten, die durch Interaktion des Benutzers mit einer Webressource entstehen, verarbeitet und analysiert. Zum Web-Usage-Mining gehört beispielsweise auch die Analyse der Customer Journey.
Web-Structure-Mining versucht, die einer Webseite beziehungsweise Domäne zugrunde liegende Verweisstruktur zu erkennen. Basierend auf der Topologie der Verweise (Hyperlinks) der Webseite, mit optionaler Beschreibung derselben, wird ein Modell erstellt. Dieses kann für die Kategorisierung und das Ranking einer Webseite nützlich sein und lässt Rückschlüsse auf Ähnlichkeiten zwischen Webseiten und deren Beziehungen zueinander zu. Zum Beispiel könnten inhaltsreiche Webseiten (sog. Authorities) und überblicksartige Webseiten (sogenannte Hubs) für ein bestimmtes Thema ausfindig gemacht werden (vgl. HITS-Algorithmus).
Web-Content-Mining befasst sich mit der Erkennung von Regularitäten in den Inhalten einer Webressource. Web-Content-Mining ist ein Anwendungsgebiet für das Text Mining. Die Daten im Web bestehen aus unstrukturierten Daten wie Textdokumenten, semi-strukturierten Daten wie HTML-Dokumenten und stärker strukturierten Daten wie Tabellen oder dynamisch generierten HTML-Seiten. Grundsätzlich bestehen die Inhalte einer Webseite aus verschiedenen Datentypen, wie Texten, Bildern, Audio-, Video-, Metadaten und Hyperlinks. Web-Content-Mining von multiplen Datentypen wird als „Multimedia-Data-Mining“ bezeichnet und kann als Teil von Web-Content-Mining verstanden werden. Hauptsächlich bestehen die Inhalte des Webs jedoch aus unstrukturiertem Text. Text Mining kann als Ausprägung und übergeordnetes Forschungsgebiet von Web-Content-Mining verstanden werden. Die verwendeten Methoden sind allgemeine Data-Mining-Methoden, wobei statistische und computerlinguistische Verfahren die Transformation der Texte in eine (für das Data-Mining) adäquate Form realisieren.